# Aspach (Hörsel)
Aspach è una frazione del comune tedesco di Hörsel, in Turingia.

## Storia
Aspach costituì un comune autonomo fino al 1º dicembre 2011.